# ビリモニ・デラサウ
ビリモニ・デラサウ（Vilimoni Delasau、1977年7月12日 - ）は、フィジーの元ラグビーユニオン選手。

## プロフィール
- フィジー・ソロカバ出身。
- ポジションはウィング(WTB)、センター(CTB)。
- 身長 190cm、体重 99kg
- 愛称はDelz。
- フィジー代表通算キャップ数は29でワールドカップ2003・ワールドカップ2007のフィジー代表に選ばれた[1]。

## 経歴
タブア高校卒業後、ラウトカ、モントワを経て、2002年、ヤマハ発動機に加入。
2004年、ヤマハ発動機退団後、カンタベリー、クルセイダーズ、ハイランダーズ、ASMクレルモン、USモントーバン、トゥールーズを経て、2012年、現役を引退した。

## 受賞歴
- 2003-04トップリーグベスト15